# Yelena Kotelnikova
Yelena Kotelnikova –en ruso, Елена Котельникова– (29 de septiembre de 1969) es una deportista rusa que compitió en judo. Ganó una medalla de bronce en el Campeonato Europeo de Judo de 1992, en la categoría de –66 kg.

## Palmarés internacional
| Representando a la CEI |                 |                   |           |
| Campeonato Europeo     |                 |                   |           |
| Año                    | Lugar           | Medalla           | Categoría |
| 1992                   | París (Francia) | Medalla de bronce | –66 kg    |